# Peter Vaughan
Peter Vaughan (tên khai sinh: Peter Ewart Ohm; sinh ngày 4 tháng 4 năm 1923 – mất ngày 6 tháng 12 năm 2016) là một nam diễn viên người Anh Quốc.

## Thời thơ ấu
Ông có tên lúc sinh ra Peter Ewart Ohm  ngày 4 tháng 4 năm 1923, tại Wem, Shropshire, con trai của một thư ký ngân hàng, Max Ohm, một người nhập cư người Áo, và Eva Wright, y tá. Gia đình sau đó chuyển đến Wellington trong cùng một quận, nơi ông bắt đầu đi học; sau đó, ông nói rằng trong khi đang đọc một bài thơ ở trường trẻ sơ sinh ở Wellington, ông đã trải nghiệm những tràng pháo tay và sự ngưỡng mộ đến từ một màn biểu diễn tốt. Cậu bé được nuôi dưỡng từ năm lên bảy tuổi ở Staffordshire, nơi ông theo học Trường Trung học Uttoxeter.
Sau khi rời trường, anh gia nhập nhà hát diễn theo kịch mục Wolverhampton và có được kinh nghiệm trong các rạp chiếu phim khác trước khi phục vụ quân đội trong Thế chiến thứ hai. Ông được bổ nhiệm làm trung úy thứ hai trong Quân đoàn Hoàng gia tín hiệu ngày 9 tháng 6 năm 1943, và phục vụ tại Normandy, Bỉ và Viễn Đông. Vào cuối cuộc chiến, ông đã ở Singapore và hiện diện trong thời gian giải phóng Nhà tù Changi.